# Schwefelköpfe
Schwefelköpfe (Hypholoma, syn. Naematoloma) sind eine Pilzgattung aus der Familie Träuschlingsverwandten. Am bekanntesten und häufigsten sind der essbare Graublättrige Schwefelkopf (Hypholoma capnoides) und der giftige Grünblättrige Schwefelkopf (Hypholoma fasciculare), die Typusart der Gattung.

## Merkmale
Die mittelgroßen Fruchtkörper besitzen meist einen zentralen Stiel. Das Farbspektrum der Pilzkörper reicht von gelbbraun bis ziegelrot. Die Farbe des Sporenpulvers ist dunkel violettbraun bis fast schwarz. Die Fruchtkörperentwicklung verläuft hemiangiocarp, d. h. während des Wachstums ist der junge Fruchtkörper von einem Velum umgeben. Dieses Velum ist bei den Schwefelköpfen nur an ganz jungen Fruchtkörpern zu finden.

## Verbreitung und Ökologie
Die Gattung ist weltweit verbreitet und ihre Vertreter wachsen bevorzugt saprobiontisch auf Totholz und Pflanzenresten. Einige Arten sind an Moore gebunden.

## Arten
In Europa kommen rund 20 Arten vor bzw. sind dort zu erwarten.
| \| Deutscher Name \| Wissenschaftlicher Name \| Autorenzitat \| \| ----------------------------- \| -------------------------------------- \| ------------------------------------------- \| \| Rauchblättriger Schwefelkopf \| Hypholoma capnoides \| (Fries 1818: Fries 1821) P. Kummer 1871 \| \| Torfmoos-Schwefelkopf \| Hypholoma elongatum \| (Persoon 1798) Ricken 1912 \| \| Geriefter Schwefelkopf \| Hypholoma ericaeoides \| P.D. Orton 1960 \| \| Heide-Schwefelkopf \| Hypholoma ericaeum \| (Persoon 1801: Fries 1821) Kühner 1936 \| \| Lappländischer Schwefelkopf \| Hypholoma eximium \| (C. Laestadius 1860) Rald 1991 \| \| Grünblättriger Schwefelkopf \| Hypholoma fasciculare \| (Hudson 1778: Fries 1821) P. Kummer 1871 \| \| 00 Zwerg-Schwefelkopf \| 00 Hypholoma fasciculare var. pusillum \| J.E. Lange 1923 \| \| Freudiggefärbter Schwefelkopf \| Hypholoma laeticolor \| (F.H. Møller 1945) P.D. Orton 1960 \| \| Ziegelroter Schwefelkopf \| Hypholoma lateritium \| (Schaeffer 1774: Fries 1821) P. Kummer 1871 \| \| Natternstieliger Schwefelkopf \| Hypholoma marginatum \| (Persoon 1801: Fries 1821) J. Schröter 1889 \| \| Klebriger Schwefelkopf \| Hypholoma myosotis \| (Fries 1818: Fries 1821) M. Lange 1955 \| \| Olivbrauner Schwefelkopf \| Hypholoma olivaceotinctum \| (Kauffman 1926) Pomerleau 1984 \| \| Moos-Schwefelkopf \| Hypholoma polytrichi \| (Fries 1815) Ricken 1912 \| \| Wurzelnder Schwefelkopf \| Hypholoma radicosum \| J.E. Lange 1923 \| \| Teichrand-Schwefelkopf \| Hypholoma subericaeum \| (Fries 1884) Kühner 1936 \| \| Sklerotien-Schwefelkopf \| Hypholoma tuberosum \| Redhead & Kroeger 1987 \| \| \| Hypholoma xanthocephalum \| P.D. Orton 1984 \| |                                        |                                             |
| Deutscher Name | Wissenschaftlicher Name                | Autorenzitat                                |
| Rauchblättriger Schwefelkopf | Hypholoma capnoides                    | (Fries 1818: Fries 1821) P. Kummer 1871     |
| Torfmoos-Schwefelkopf | Hypholoma elongatum                    | (Persoon 1798) Ricken 1912                  |
| Geriefter Schwefelkopf | Hypholoma ericaeoides                  | P.D. Orton 1960                             |
| Heide-Schwefelkopf | Hypholoma ericaeum                     | (Persoon 1801: Fries 1821) Kühner 1936      |
| Lappländischer Schwefelkopf | Hypholoma eximium                      | (C. Laestadius 1860) Rald 1991              |
| Grünblättriger Schwefelkopf | Hypholoma fasciculare                  | (Hudson 1778: Fries 1821) P. Kummer 1871    |
| 00 Zwerg-Schwefelkopf | 00 Hypholoma fasciculare var. pusillum | J.E. Lange 1923                             |
| Freudiggefärbter Schwefelkopf | Hypholoma laeticolor                   | (F.H. Møller 1945) P.D. Orton 1960          |
| Ziegelroter Schwefelkopf | Hypholoma lateritium                   | (Schaeffer 1774: Fries 1821) P. Kummer 1871 |
| Natternstieliger Schwefelkopf | Hypholoma marginatum                   | (Persoon 1801: Fries 1821) J. Schröter 1889 |
| Klebriger Schwefelkopf | Hypholoma myosotis                     | (Fries 1818: Fries 1821) M. Lange 1955      |
| Olivbrauner Schwefelkopf | Hypholoma olivaceotinctum              | (Kauffman 1926) Pomerleau 1984              |
| Moos-Schwefelkopf | Hypholoma polytrichi                   | (Fries 1815) Ricken 1912                    |
| Wurzelnder Schwefelkopf | Hypholoma radicosum                    | J.E. Lange 1923                             |
| Teichrand-Schwefelkopf | Hypholoma subericaeum                  | (Fries 1884) Kühner 1936                    |
| Sklerotien-Schwefelkopf | Hypholoma tuberosum                    | Redhead & Kroeger 1987                      |
| | Hypholoma xanthocephalum               | P.D. Orton 1984                             |

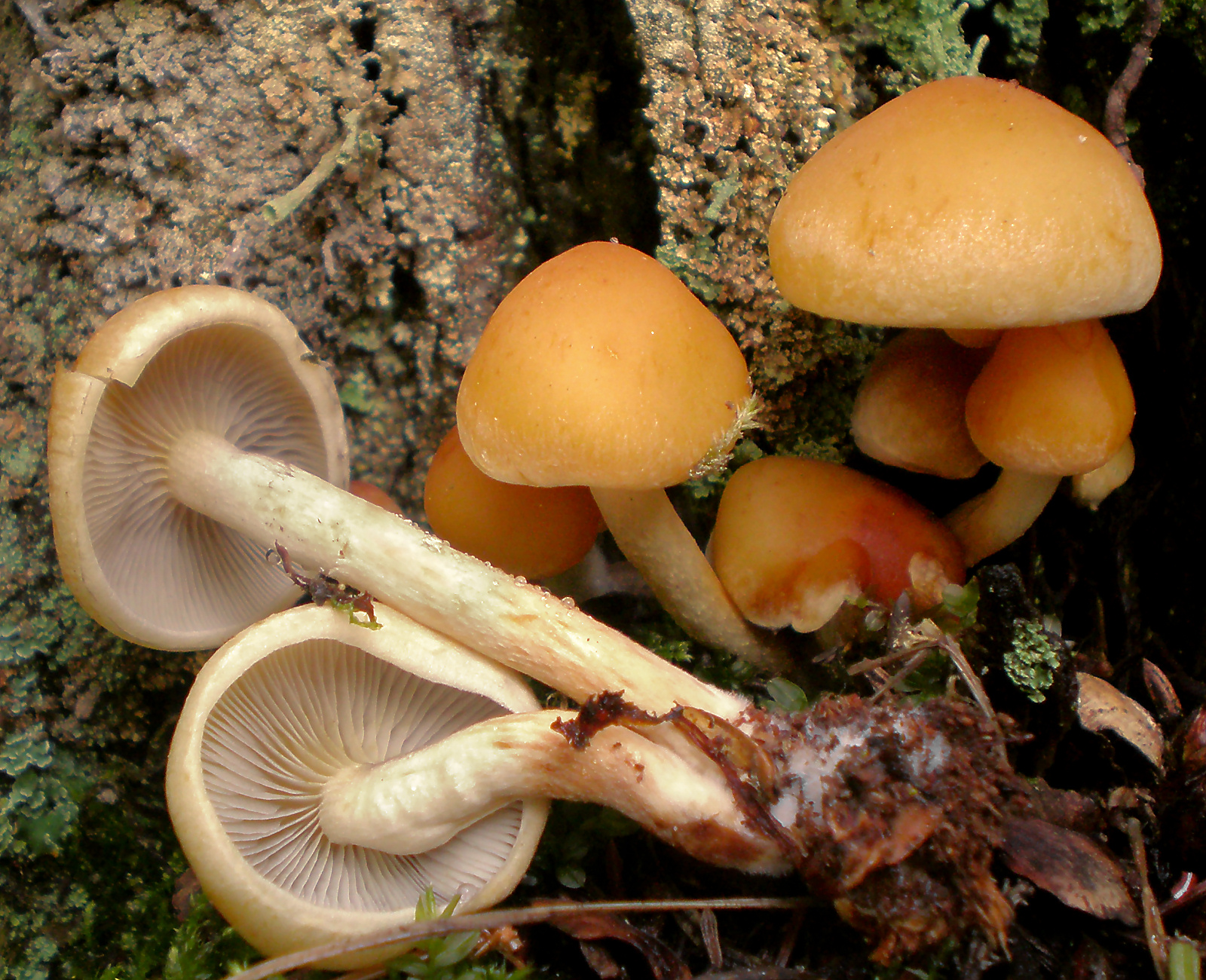
Grau- oder Rauchblättriger Schwefelkopf Hypholoma capnoides
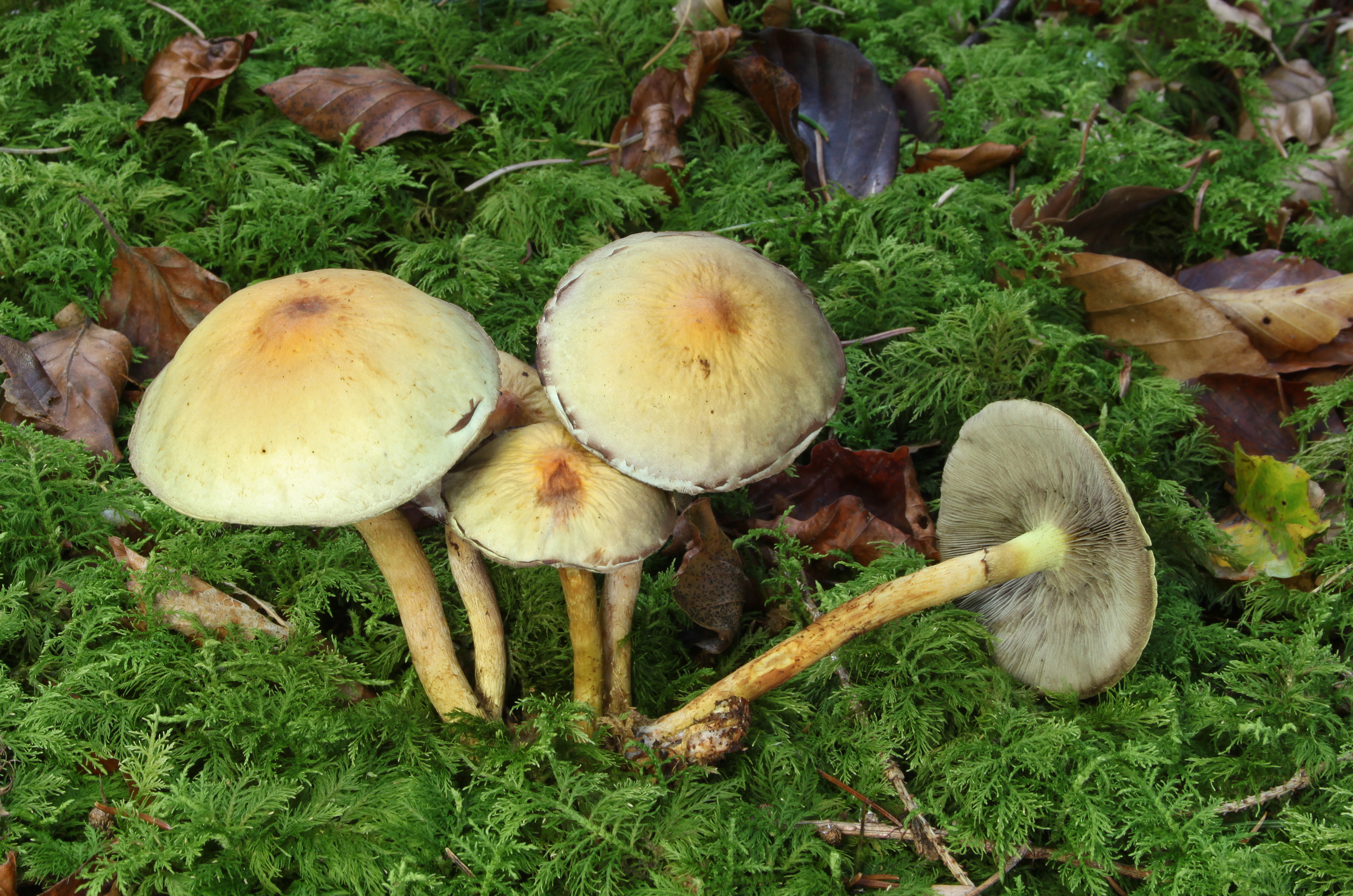
Grünblättriger Schwefelkopf Hypholoma fasciculare
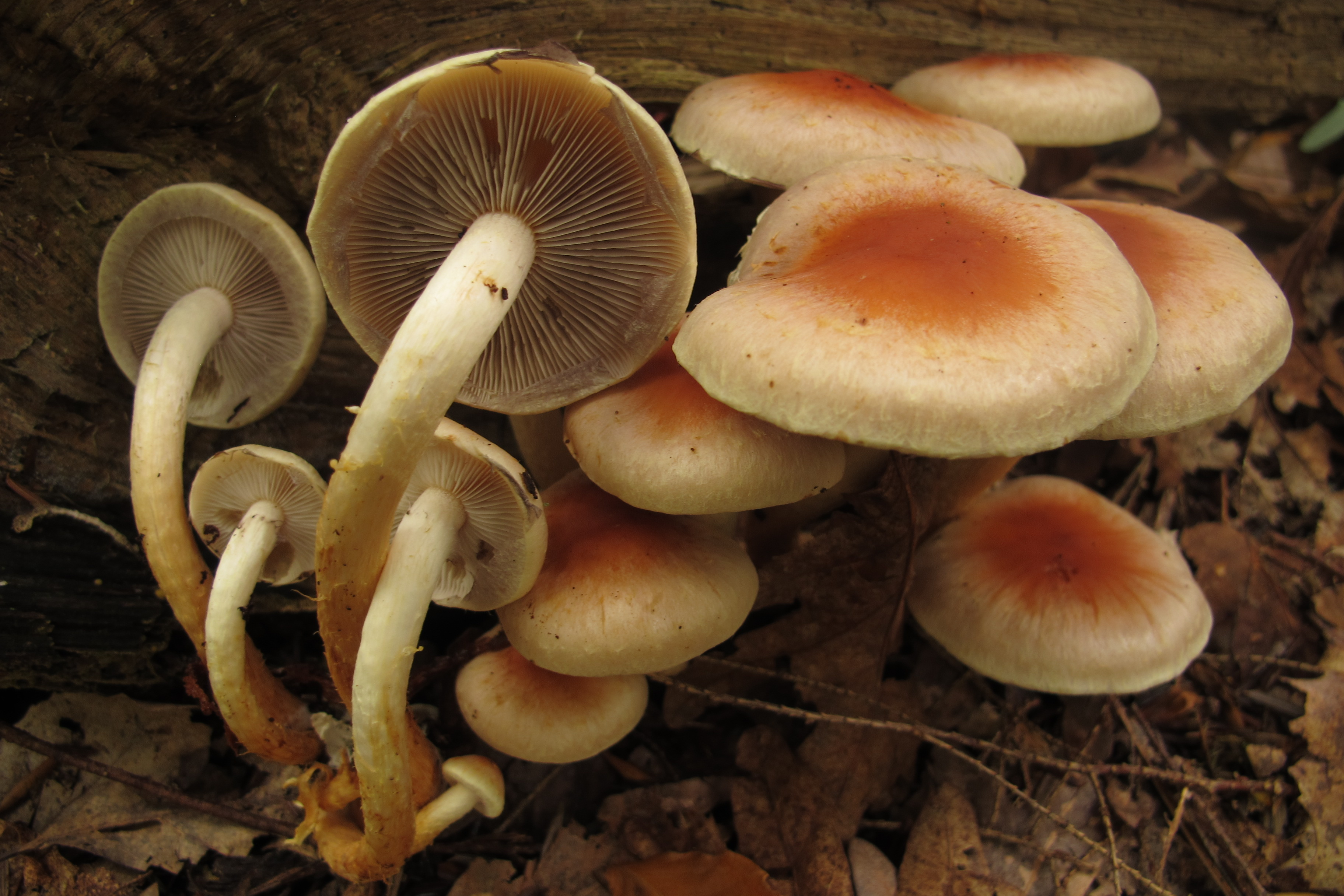
Ziegelroter Schwefelkopf Hypholoma lateritium
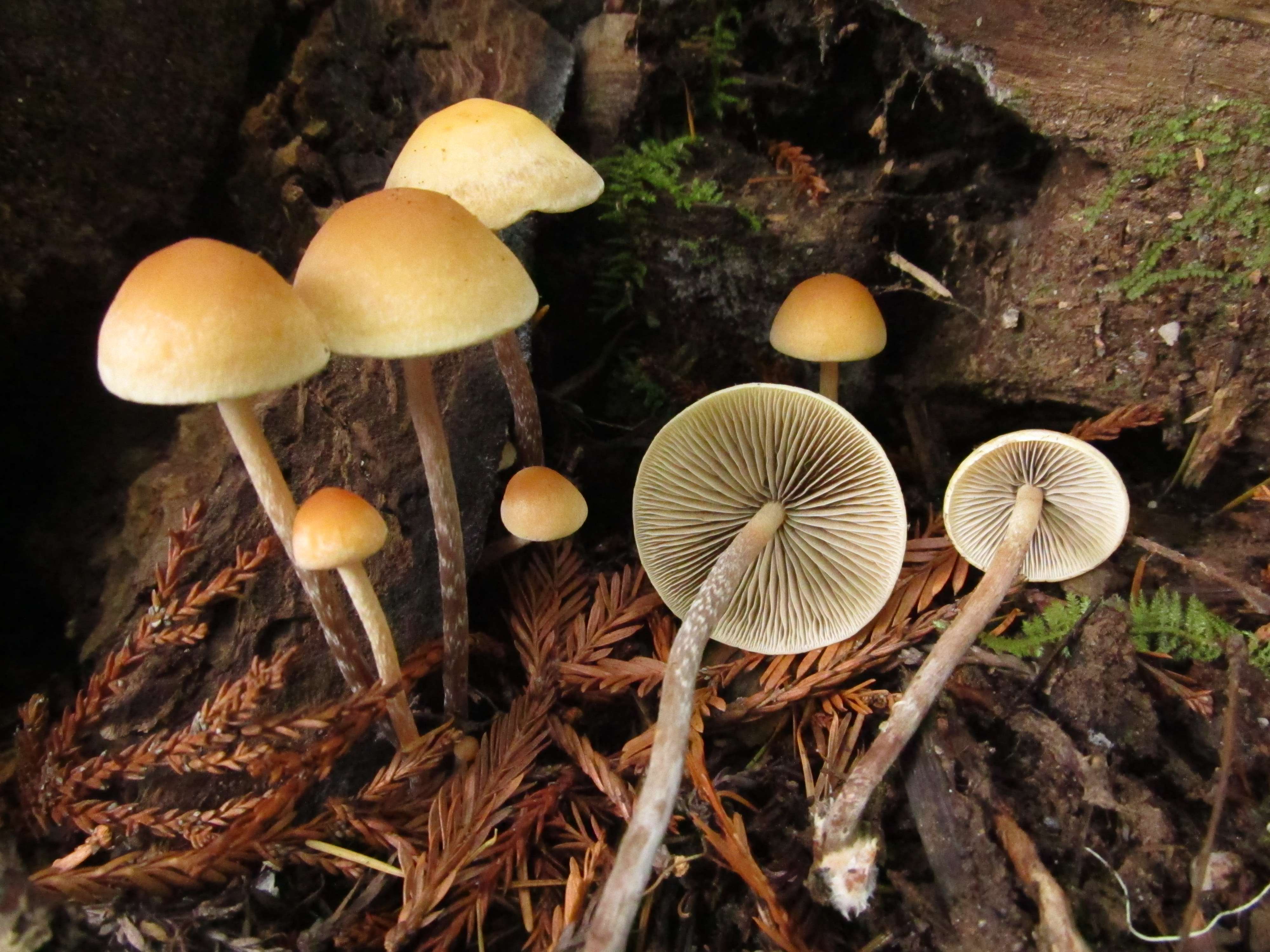
Geselliger oder Natternstieliger Schwefelkopf Hypholoma marginatum

Aufgrund phylogenetischer Untersuchungen wird der Rausporige Torf-Schwefelkopf (Bogbodia uda, Syn. Hypholoma udum) nicht mehr zu den Schwefelköpfen, sondern in die Gattung Bogbodia gestellt.